# Digimon Xros Wars-Hunters
Digimon Xros Wars: The Boy Hunters Racing Through Time (Digimon Xros Wars: Toki wo Kakeru Shounen Hunter-tachi es el Nombre Oficial)  traducido correctamente al español (Digimon, guerras cruzadas - Cazadores: Los muchachos cazadores de carreras a través del tiempo) es el tercer arco de Digimon Xros Wars. Se estrenó en Japón el 2 de octubre de 2011, una semana después del final de Digimon Xros Wars. La serie terminó el 25 de marzo de 2012, a diferencia de las temporadas anteriores de digimon esta sólo dura 25 episodios y el Cargador Fusión (Xros Loader) sigue siendo el mismo de Xros Wars.

## Diferencias con su serie antecesora y Nuevas características de la Serie
Los tamers ahora son llamados Cazadores ("Hunters") Tanto Taiki como Yuu son mayores. Ha pasado un año desde el final de Digimon Xros Wars. Taiki ya no es el protagonista principal, ahora ese puesto de protagonista principal lo toma Tagiru Akashi.

## DigiXros
El Digimon protagonista es Gumdramon quien busca imitar al rey Digimon, Shoutmon, el anterior protagonista de Xros Wars. Si bien algunas DigiXros no tienen nivel definido, sí se les ha otorgado una clase especifica. 

### Equipo Fusión (Xros Heart)
- Xros Up Gumdramon (c/ Kotemon)
- Xros Up Arresterdramon (c/ MetalTyranomon)
- Xros Up Arresterdramon (c/ Sagomon)
- Xros Up Arresterdramon (c/ Dobermon)
- Xros Up Arresterdramon (c/ Blossomon)
- Xros Up Arresterdramon (c/ Sparrowmon)
- Xros Up Arresterdramon (c/ GigaBreakdramon)
- Xros Up Arresterdramon (c/ Ogremon)
- Xros Up Arresterdramon Superior Mode (c/ Brave Snatcher)
- Xros Up Shoutmon (c/ Chibi Kamemon)
- Xros Up Shoutmon (c/ Pinochimon)
- Xros Up OmegaShoutmon (c/ Dorulumon)
- Xros Up Tuwarmon (c/ Super Starmon)
- Xros Up Ballistamon (c/ Deputymon)
- Xros Up Dorulumon (c/ Pawn Chessmon)
- Xros Up Mervamon (c/ Beelzemon)

#### Double Xros
- Shoutmon X4 (modo victoria, clase Adulto)
- Shoutmon DX (modo cruzada, clase Perfecto)
- Shoutmon X6 (manga)
- Xros Up Arresterdramon (con Astamon)

#### Great Xros
- Shoutmon X7 (modo ráfaga ardor, clase Última)
  - Shoutmon X7 Modo Superior (modo despertar, clase Última)

## Evoluciones
- OmegaShoutmon (clase Perfecto) (OmniShoutmon en el Dub)
- ZekeGreymon (clase Perfecto)
- Arresterdramon (clase Adulto, nivel Adulto)
  - Arresterdramon Modo Superior (máximo potencial; clase Última)
- Astamon (nivel Perfecto)
- ChoHakkaimon (nivel Perfecto)
- Tuwarmon (nivel Adulto)
- Yasyamon (nivel Adulto)

## Personajes
Protagonistas, actual Xros Heart:
- Tagiru Akashi: es el nuevo "goggle boy" y el protagonista principal de esta temporada, su Xros Loader es rojo metalizado/escarlata, y su Digimon es Gumdramon.

- Taiki Kudou: continúa siendo el líder del Xros Heart y da muestra de eso es la serie. Continua teniendo su Xros Loader rojo, y su Digimon acompañante es el rey de los digimons, Shoutmon.

- Yuu Amano: tiene el Xros Loader amarillo/dorado, y su compañero Digimon es Damemon.

Otros Hunters:
- Ryouma Mogami: tiene el Xros Loader verde, y su compañero es Psychemon. Al perecer es el líder de la triada antagónica de esta serie, se reveló que es sirviente de Quartzmon controlado por Astamon quien era en realidad Quartzmon.

- Airu Suzaki: tiene el Xros Loader rosa y su Digimon es Opossumon. Está enamorada de Yuu Amano. Experta en trampas para capturar digimons.

- Ren Tobari: su Xros Loader es color gris, y su digimon es Dracmon. Es la mano derecha de Ryouma.

Aliados del Xros Heart:
- Mashimo Hideaki: tiene el Xros Loader púrpura, y su compañero es Dobermon.  Ayuda a Tagiru en algunas cacerías.

- Kichii Funabashi: tiene el Xros Loader verdeagua, y su compañero es Locomon. no le gusta pelear, pero ayuda a los hunter aliados a transportarse por todo el mundo.

- Nene Amano: tiene el Xros Loader lavanda (siendo Negro antes de pertenecer al Xross Heart), y sus compañeros son Sparrowmon y Mervamon. Formó parte del primer Xros Heart. Esta alejada de las cacerías de digimon.

- Kiriha Aonuma: tiene el Xros Loader azul, y, como pocos elegidos, posee dos compañeros: Greymon (Anime2010) y MailBirdramon Aunque no formaba parte del Xros Heart, su equipo, Blue Flare, es un gran aliado de Taiki. Viaja por todo el mundo capturando Digimons problemáticos.

- Akari Hinomoto: tiene el Xros Loader naranja, y sus compañeros son Dorulumon y Cutemon. Ella se preocupa por Taiki, ya que a menudo actúa sin pensar.

- Zenjirou Tsurugi: tiene el Xros Loader celeste, y su compañero es Ballistamon. Practica Kendo y es muy de principios, odia la inmoralidad y la injusticia. Él se autoproclama como el "eterno rival de Taiki".

- Mizuki: tiene el Xros Loader Azul marino, y su compañero es Submarimon. es una cazadora de tesoros submarinos, pero le interesa más cuidar el océano que cazar tesoros o digimons.

Otros
- Watchman: tiene el Xros Loader negro, y su compañero es Clockmon. Inició la competencia de Cazadorestrata de proteger a Japón. Al final se revela que solo quería proteger Japón de Quartzmon, su personalidad hace parece misterioso y sabe más de lo que cuenta, al final se sabe que en realidad era Bagramon.

Antiguos niños elegidos  y tamers de las anteriores entregas o sagas de Digimon, los anteriores líderes Tai, Davis, Takato, Takuya, Marcus y otros niños elegidos como Mimi, Rika, Joe, Ken, Matt, entre otros que solo se ven entre sombras.
Varios Hunters que solo se muestran en algunos capítulos.

## Relación con Otras Series Digimon
En los episodios finales (24 y 25/78 y 79) aparecen los anteriores líderes con sus Digimon: Tai/Taichi con Omnimon, Davis/Daisuke con Imperialdramon Fighter Mode, Takato con Gallantmon Crimson Mode, Takuya con Susanoomon y Marcus/Masaru con ShineGreymon Burst Mode.
- Datos: Q5807016